# Thérapie (roman)
Pour les articles homonymes, voir Thérapie (homonymie).
Thérapie (tite original : Therapy) est un roman de l'écrivain britannique David Lodge, publié en 1995.
Ce roman a pour cadre sociologique le monde de la télévision ; le monde universitaire cher à David Lodge y est présent, mais de façon marginale. Les sujets abordés sont divers : le problème de la dépression, la philosophie et l'œuvre de Søren Kierkegaard, la question des choix existentiels, les problèmes de l'Angleterre à l'époque de John Major, ainsi que des thèmes plus traditionnels chez lui : l'Angleterre populaire d'après-guerre, les relations des catholiques britanniques avec les non-catholiques.

## Résumé
Thérapie est divisée en quatre parties de longueurs très inégales.
La première est un journal tenu par lui à partir du 15 février 1993. Il y rend compte des nombreuses thérapies qu'il suit pour lutter contre son état dépressif, auquel s'ajoute un problème de genou qu'une opération n'a pas permis de surmonter ; de ses relations avec les gens de la télévision autour du destin du sitcom, que l'actrice vedette a décidé de quitter, ce qui implique une réécriture du scénario afin de rendre sa disparition crédible ; de ses relations avec son épouse Sally, universitaire et sportive ; de ses propres séances de tennis avec d'autres hommes plus ou moins handicapés comme lui ; de ses relations à Londres, où il a un pied-à-terre : Amy, une « maîtresse platonique » ; Grahame, un jeune SDF qui squatte l'entrée de son immeuble et qui est devenu un "ami".
Durant cette période, il découvre l'œuvre de Kierkegaard (dont son Journal) et constate qu'elle résonne plus ou moins avec son cas : Kierkegaard devient une obsession, il voudrait tourner une série sur sa vie. Cette partie se termine lorsque sa femme lui annonce qu'elle veut se séparer de lui, le 5 mars.
La seconde partie apparaît comme une suite d'évocations par cinq personnes, de leurs relations avec Lawrence dans la période qui suit cette annonce. En réalité, ce sont des fictions littéraires plausibles qu'il a écrites un peu plus tard dans un but de thérapie. Sur le plan narratif, les procédés sont variés :
- Brett Sutton, entraîneur du club de tennis des Passmore : compte-rendu pour la police, à la suite de l'intrusion chez lui de Laurence qui était persuadé qu'il était l'amant de son épouse.
- Amy : extraits de ses monologues devant son psychanalyste ; on apprend que Lawrence a voulu que leur liaison ne soit plus platonique, et ils sont partis aux Canaries, pour un week-end peu réussi.
- Louise, cadre de la télévision en Californie : conversation téléphonique avec une amie ; elle raconte comment Lawrence est venu à L.A. pour donner une réponse favorable à une proposition qu'elle lui avait faite quatre ans auparavant, et qu'il avait déclinée, par fidélité à son mariage.
- Ollie, producteur de The People Next Door : conversation dans un pub ; il voudrait que Lawrence lui trouve une solution pour évacuer l'actrice de la série, et pour cela lui concède quelques miettes en vue d'un téléfilm sur Kierkegaard.
- Samantha, correctrice de scénarios : monologue lors d'une visite à une amie dans l'incapacité de parler ; elle lui raconte comment elle a été invitée à accompagner Lawrence lors d'un séjour à Copenhague ; mais là, Lawrence s'est laissé gagner par la mélancolie de son héros et n'a pas cherché à obtenir ce qu'elle était prête à donner ; le séjour s'achève, le dernier soir, par le visionnage de films danois typiques[4], mais séparément, chacun dans sa chambre d'hôtel.

La troisième partie reprend le journal le 25 mai 1993. À ce moment, il vient d'achever son travail de la seconde partie et retrouve son état dépressif. Il a renoncé à ses projets de débauche, qui se sont révélés inadéquats, mais se sent désœuvré, dépourvu d'objectif vital. À l'occasion d'une aromathérapie, revient au premier plan de sa mémoire (réminiscence proustienne d'un parfum de lavande) 
le souvenir de son premier amour de 1951 : Maureen Kavanagh, évoquée deux ou trois fois en passant dans la première partie. Il se lance dans un nouveau travail, personnel cette fois, d'écriture : le récit de leur relation 40 ans auparavant.
En 1951, à 15 ans, il vit dans la banlieue sud de Londres, fréquentant un lycée très haut de gamme, où, vu son origine sociale (son père est conducteur de tramway), il se sent déphasé et est en échec scolaire, sauf en anglais et en arts. Il connaît Maureen parce qu'ils prennent chaque matin le tramway en même temps, mais dans des directions opposées. Il tombe amoureux fou, mais met un an avant de pouvoir lui adresser la parole. Elle est d'une famille catholique irlandaise ; très rapidement le père de Maureen intervient pour mettre fin à leur relation. Laurence réussit à la maintenir en entrant en tant que « protestant intéressé par le catholicisme » dans le club paroissial local, où il devient très populaire en se révélant un très bon danseur de salon et un très bon footballeur. Il parvient à obtenir de Maureen quelque privautés assez innocentes. En 1953, il échoue aux examens O-Level (« Niveau ordinaire ») et abandonne ses études, devenant factotum chez un impresario de théâtre. Il vit désormais dans un monde différent de Maureen. Il participe cependant à l'élaboration d'une pièce de Noël de la paroisse, dans laquelle il joue Hérode. Maureen, qui joue Marie, se laisse influencer par le prêtre et met fin au peu qu'elle lui accordait jusque-là. Il rompt avec elle par une sorte de cruauté exercée contre elle et contre lui-même. Il ne l'a jamais revue depuis cette époque. Un peu plus tard, il fait un rapprochement entre son attitude envers Maureen et la rupture abrupte de Kierkegaard d'avec sa fiancée Regine.
Il retourne dans son quartier d'enfance, retrouve la trace de Maureen, apprend qu'elle s'est mariée, qu'elle a perdu récemment un fils tué en mission humanitaire en Afrique et qu'elle fait le pèlerinage de Saint-Jacques-de-Compostelle. Il décide d'essayer de la rejoindre sur le Chemin et avant de partir, règle rapidement les problèmes en suspens (divorce, scénario).
Dans la quatrième partie, il explique comment il retrouve Maureen, comment il l'accompagne pour les dernières étapes du pèlerinage et comment ils se réconcilient.

## Les personnages
Lawrence Passmore, 58 ans, est originaire d'une famille modeste (protestante) de Londres, d'un quartier nommé « Hatchford », situé au sud de Southwark et Lambeth. En 1993, il est auteur de scénarios pour la télévision, notamment d'un sitcom The People Next Door, dont le succès l'a rendu assez riche ; cependant il subit depuis quelques années un état dépressif dont il ne parvient pas à sortir. Il habite à « Rummidge », ville fictive récurrente chez David Lodge, située dans les Midlands, mais a aussi un petit appartement à Londres où il doit se rendre régulièrement pour des raisons professionnelles.

## Analyse

### La narration
Ce roman a pour narrateur exclusif le personnage de Lawrence Passmore, principalement à travers un journal personnel, tenu de février à juin 1993, mais aussi à travers des textes plus littéraires qu'il élabore durant cette période.

### Les thèmes

#### Thèmes majeurs
- Le monde de la télévision
- La philosophie de Søren Kierkegaard

#### Thèmes mineurs
La décadence de l'Angleterre
Le personnage de Lawrence Passmore met parfois en parallèle sa propre situation de dépressif chronique et celle du déclin de l'Angleterre par rapport aux années 1960. Un des aspects de ce déclin est d'ordre sportif : il apprend la défaite de l'équipe d'Angleterre face à l'équipe de Norvège (en partie formée d'amateurs) et cela lui rappelle le jour de la victoire en Coupe du monde en 1966.
Le sport
D'une façon générale, Lawrence Passmore accorde une assez grande importance au sport, notamment au football. Il est capable de réciter de mémoire les joueurs anglais de 1966. Il a lui-même été un assez bon joueur de football (mais il détestait le rugby, sport à l'honneur dans son lycée chic), puis de tennis. Il souffre d'autant plus de ses légers handicaps physiques que son épouse le surclasse désormais largement et qu'il doit jouer avec d'autres handicapés.
Le pèlerinage de Saint-Jacques-de-Compostelle
Le pèlerinage occupe une large place dans la quatrième partie, d'abord lorsqu'il cherche à localiser Maureen le long du chemin, à partir de Saint-Jean-Pied-de-Port, demandant des renseignements dans les haltes, puis lorsqu'il l'a retrouvée et qu'il l'accompagne en voiture (il amène la voiture à l'étape suivante, puis revient à pied à sa rencontre). Il évoque les différentes sortes de pèlerins qu'ils côtoient. Un jour, une équipe anglaise de télévision interroge des pèlerins et il intervient magistralement en évoquant Kierkegaard, etc. Puis il est reconnu et ses déclarations sont considérées comme un canular. Il décrit enfin l'arrivée des pèlerins dans la ville de Saint-Jacques.

## Éditions
Anglaises
- Édition originale : Secker and Warburg, Londres, 1995
- Édition de poche : Penguin Books, 1996

Françaises (traduction de Suzanne Mayoux)
- Payot et Rivages, coll. « Littérature étrangère », 1996, 360 p. [ (ISBN 2-86930-997-X)]
- Le Grand Livre du mois, 1996, 360 p. Notice BnF
- Payot et Rivages, coll. « Rivages poche », 1998, 497 p. [ (ISBN 2-7436-0329-1)]